# Reboredo (Antas de Ulla)
Reboredo (llamada oficialmente Santiago de Reboredo) es una parroquia española del municipio de Antas de Ulla, en la provincia de Lugo, Galicia.

## Organización territorial
La parroquia está formada por cuatro entidades de población, constando tres de ellas en el nomenclátor del Instituto Nacional de Estadística español:
- Baldriz
- Gradoi
- Martín
- Ourás

## Demografía
| Gráfica de evolución demográfica de Reboredo entre 2000 y 2019 |
|                                                                |
| Datos según el nomenclátor publicado por el INE.               |